# Nanocochlea parva
Nanocochlea parva é uma espécie de gastrópode  da família Hydrobiidae.
É endémica da Austrália.